# 吉野宮

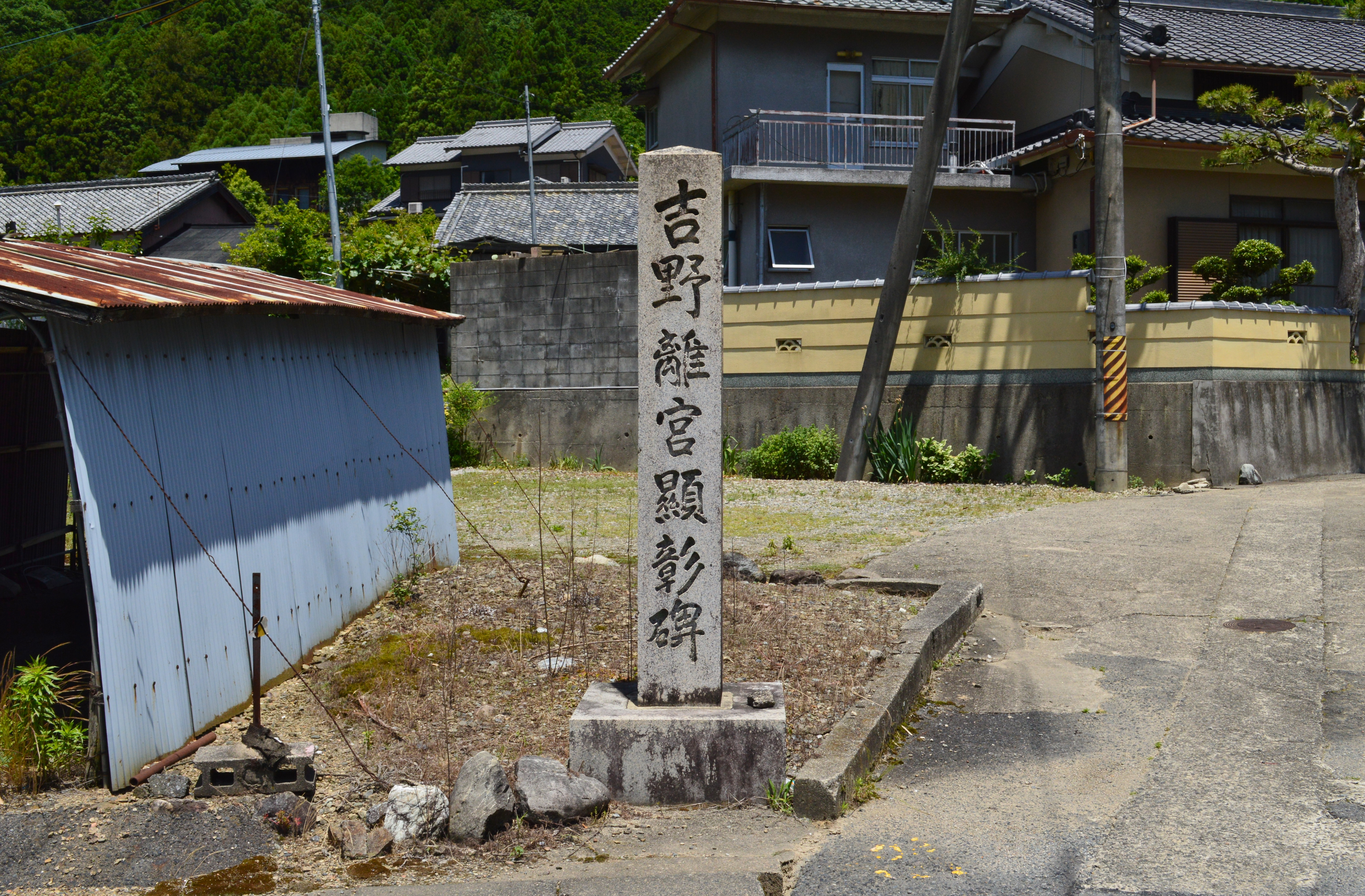
吉野離宮顕彰碑（奈良県吉野町）

吉野宮（よしののみや）は、大和国・吉野川の側に置かれた古代日本の離宮。

## 概要

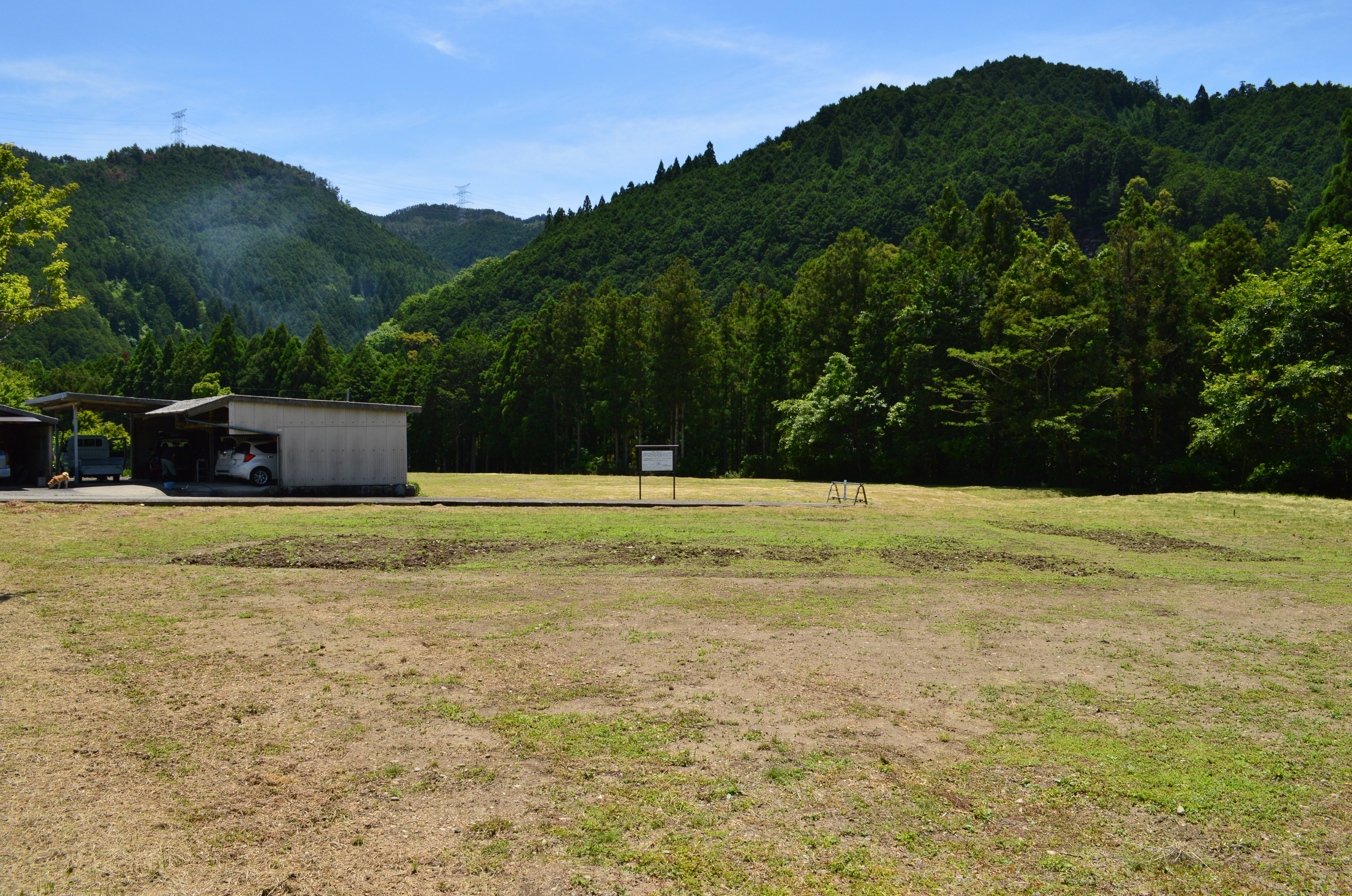
宮滝遺跡 吉野宮正殿推定地
（2018年現在）

『日本書紀』には応神天皇や雄略天皇の吉野行幸の記事が見られるものの、確実に離宮が存在したと言えるのは、斉明天皇2年（656年）にある吉野宮造営の記事以降のことになる。その後、天智天皇崩御の際に弟の大海人皇子（後の天武天皇）が妃の鵜野皇女（後の持統天皇）や子供の草壁皇子ともに吉野宮に隠棲したが、後に弘文天皇（大友皇子）と対立してここで挙兵した（壬申の乱）。こうした事情もあってか、天武天皇は同8年（679年）に皇后となった鵜野皇女や草壁皇子らを連れて吉野宮に行幸した（吉野の盟約）。その後、天武天皇および皇太子となっていた草壁皇子が相次いで没し、やむなく鵜野皇女が即位して持統天皇になったが、在位中に31回、孫の文武天皇に譲位後の大宝元年（701年）にも行幸しており、通算して33回の吉野宮行幸を行っている。文武天皇・元正天皇・聖武天皇によってその後も吉野宮への行幸が行われ、吉野宮の管理のために芳野監という官司が設けられたことが知られている。
吉野宮がどこにあったかについては過去において様々な説が行われてきたが、吉野川の右岸（北側）にある宮滝遺跡（奈良県吉野郡吉野町）の発掘調査によって複数期にわたる建物群の遺構および瓦や土器などの出土品が発見され、同遺跡が吉野宮の遺跡であることが確実なものとなった。